# Methia necydalea
Methia necydalea är en skalbaggsart som först beskrevs av Fabricius 1798.  Methia necydalea ingår i släktet Methia och familjen långhorningar.
Artens utbredningsområde är:
- Bahamas.
- Belize.
- Kuba.
- Haiti.
- Guadeloupe.
- Dominica.
- Martinique.

Inga underarter finns listade i Catalogue of Life.